# Ngondo (fête)
Pour les articles homonymes, voir Ngondo.

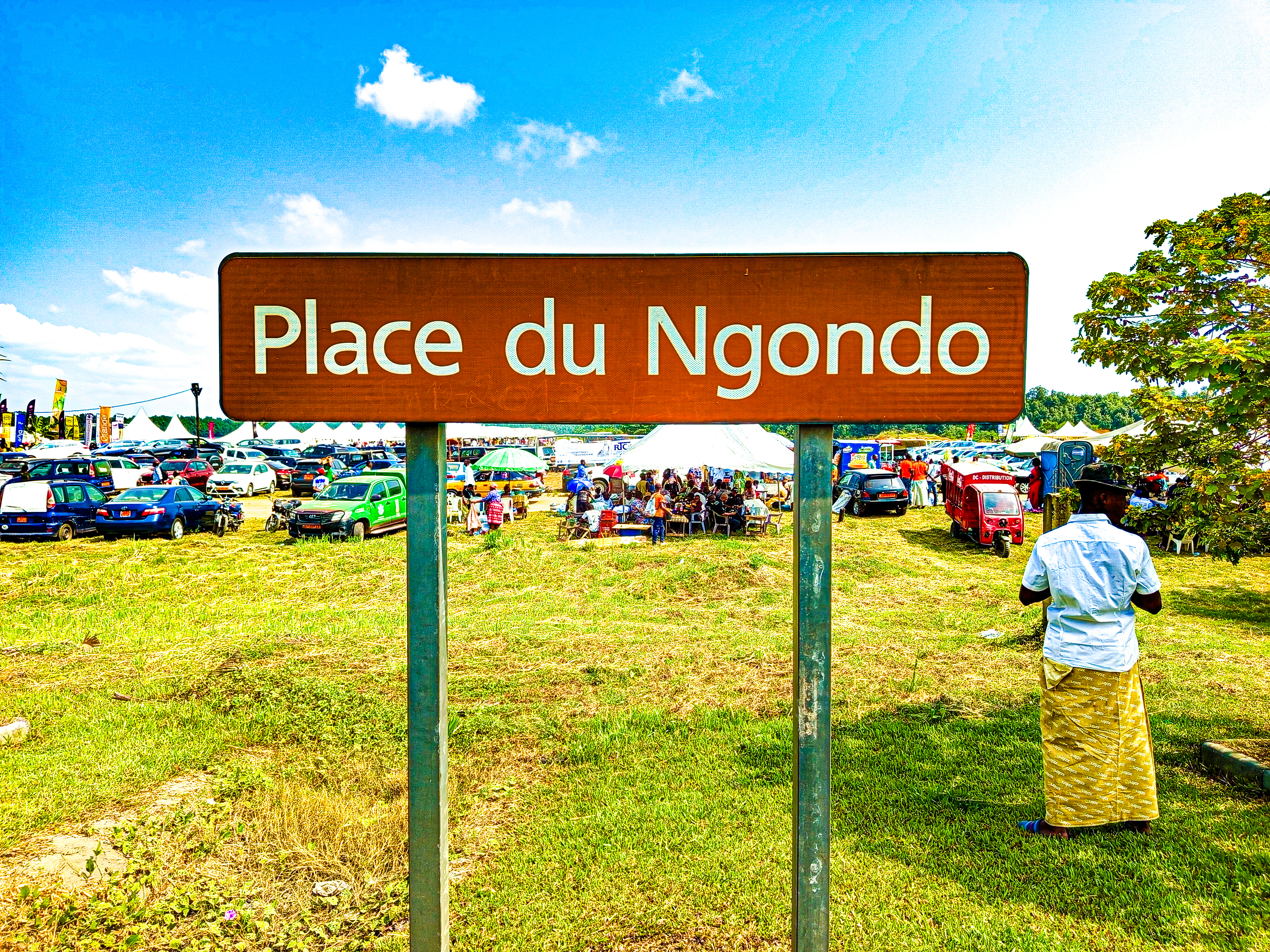

Le ngondo est une fête traditionnelle et rituelle des peuples côtiers camerounais. Elle réunit les peuples sawa des régions du Littoral, du Centre, du Sud et du Sud-Ouest du Cameroun  à Douala du premier dimanche du mois de novembre au premier dimanche du mois de décembre.

## Tradition

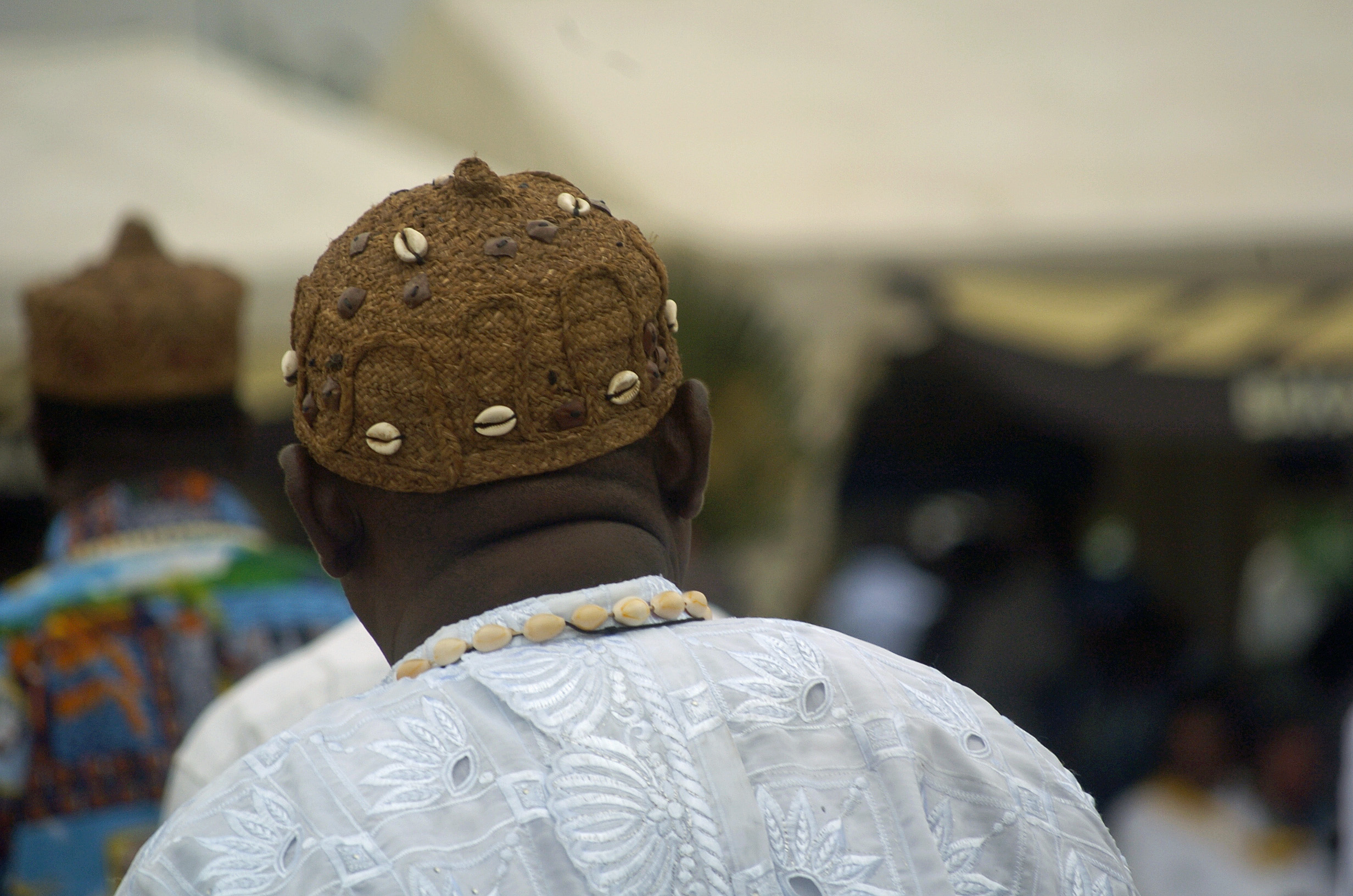
Autorité traditionnelle pendant le Ngondo

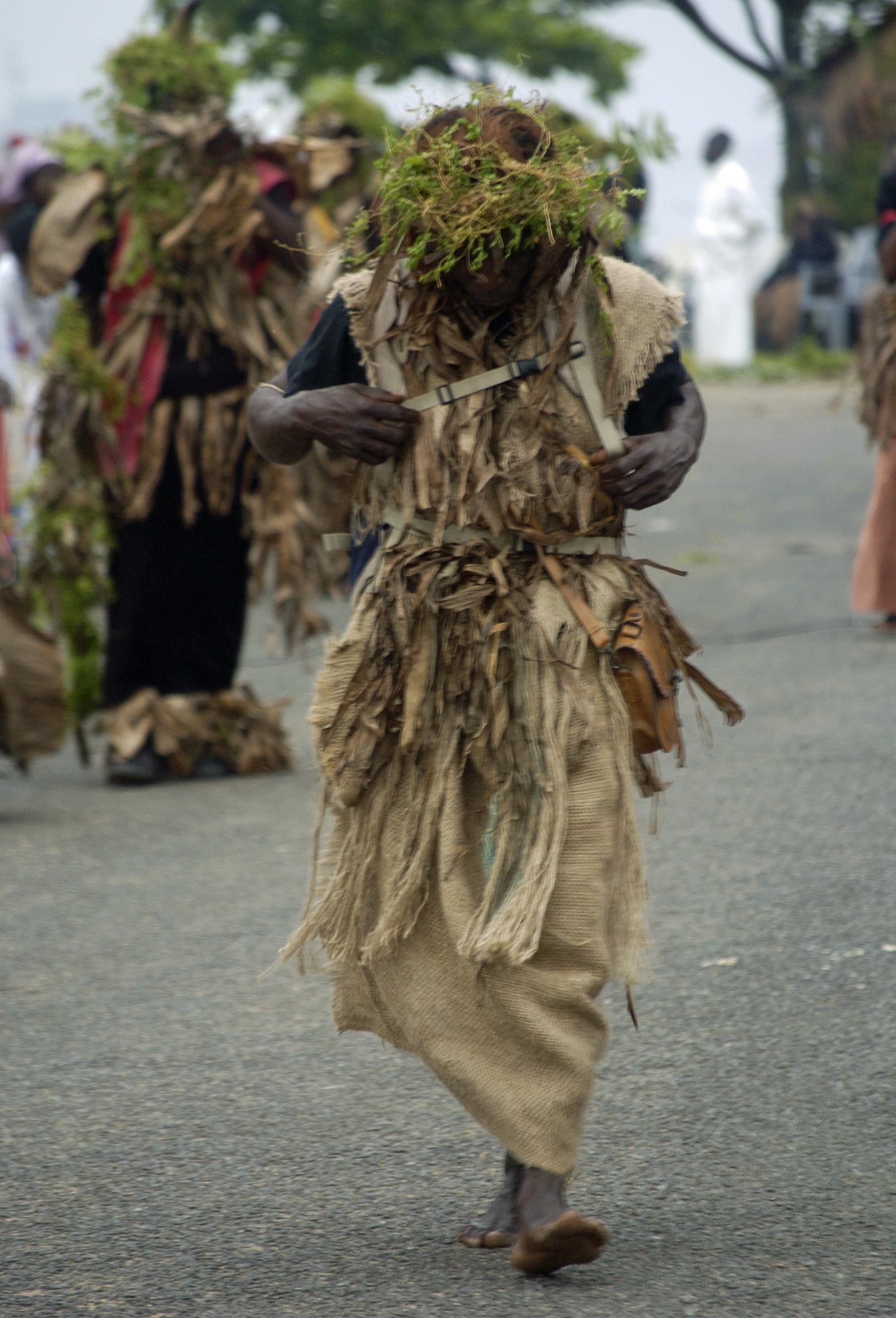
Danseur Ngondo

C'est une fête traditionnelle et culturelle antique de la communauté Douala et Grand Sawa (Littoral), qui a pour objectif de réunir les peuples côtiers une fois tous les douze mois en célébrant une grande fête rituelle, mystique et culturelle animée par les hauts dirigeants des différents cantons de la Ville de Douala et sa Métropole , son déroulement se fait  très  tôt  à l'aube par  les Initiés  qui pratique le Culte des ancêtres en communiant avec les forces ou esprits de l'eau protecteur du fleuve Wouri, des ondines dénommées Mengu au pluriel ou Jengu en langue duala. Jusqu'en 1972, cette fête était célébrée chaque 12 juillet de l'année civile pour honorer la culture et la civilisation Duala et Sawa et également en souvenir du traité Camerouno-germanique signé par les rois Duala et les autorités allemandes. Après la célèbre et mémorable fête du 12 juillet 1972, cette fête fut interdite par les autorités camerounaises avant de connaître un véritable renouveau et une renaissance, mieux une véritable RÉNOVATION 
Depuis lors, elle est célébrée au mois de décembre.

## Animations
Son animation culturelle est  faite par la course de pirogues, la lutte traditionnelle ainsi que les différents concours tels que : le concours de cuisine, du meilleur danseur et celui de Miss Ngondo ; pour ne citer que ceux-là. Cette cérémonie se déroule sur les berges du fleuve Wouri dans le Canton Ebélè (les ! Bon'Ebélè) le Clan de Ebelè plus communément appelé Deido.
L'ambiance très attractive et passionnelle attire des centaines d'hommes, de femmes et d'enfants habillés de tenue traditionnelle dont chapeau, chemise et pagne pour les hommes et grande robe colorée (kabas) pour les femmes. Les festivités s'étendent sur trois semaines.la journée qui marque la fin des activités est couronnée par la course des pirogues et l'immersion du vase sacrée par un véritable initié, qui après une longue apnée rapporte le vase qui généralement contient le message des ancêtres. En 1972, et lors des précédentes fêtes ; cette mission sacrée et mystique incombait à feu Bele Priso william.

Femmes en kabas multicolores
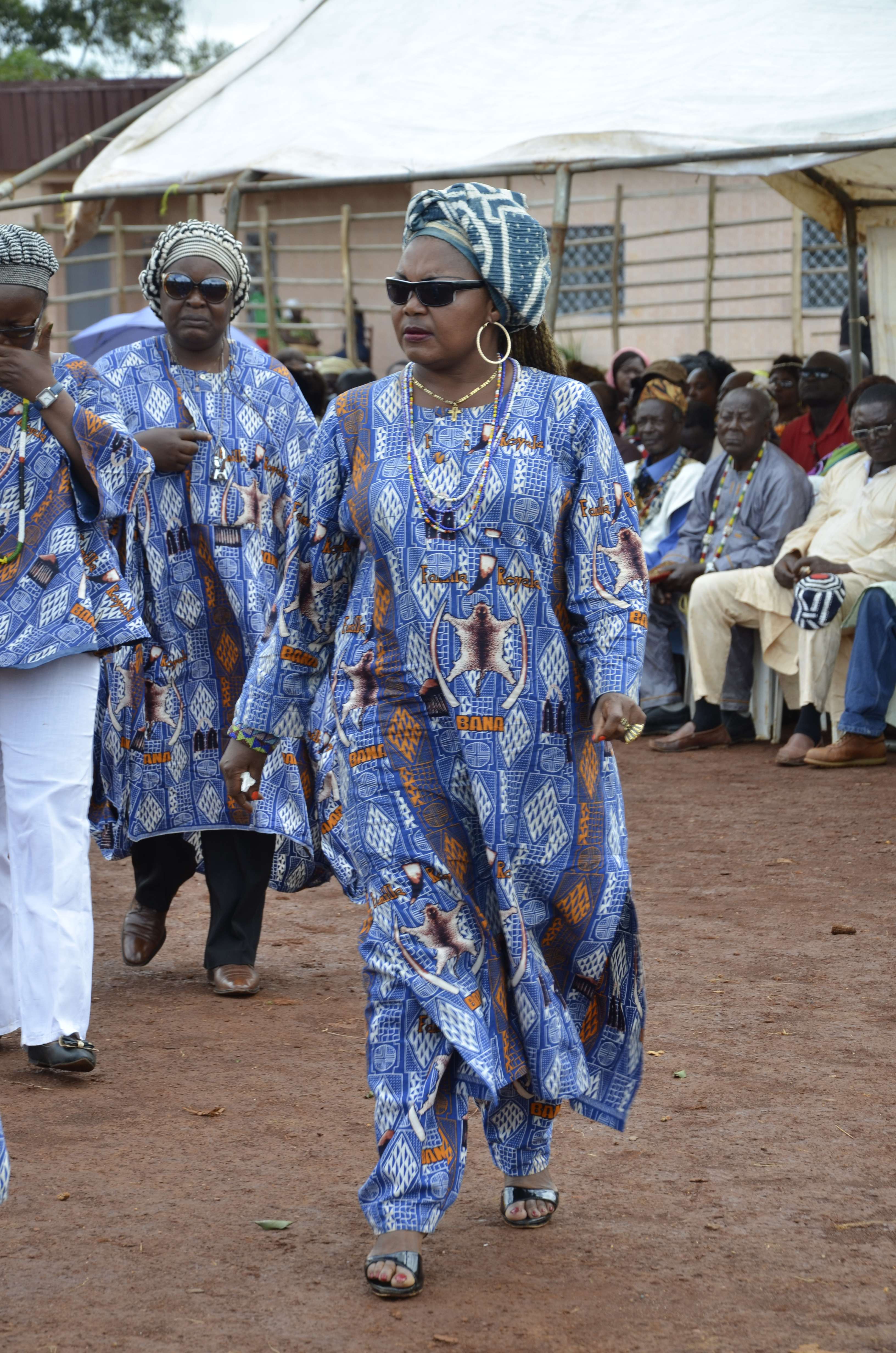
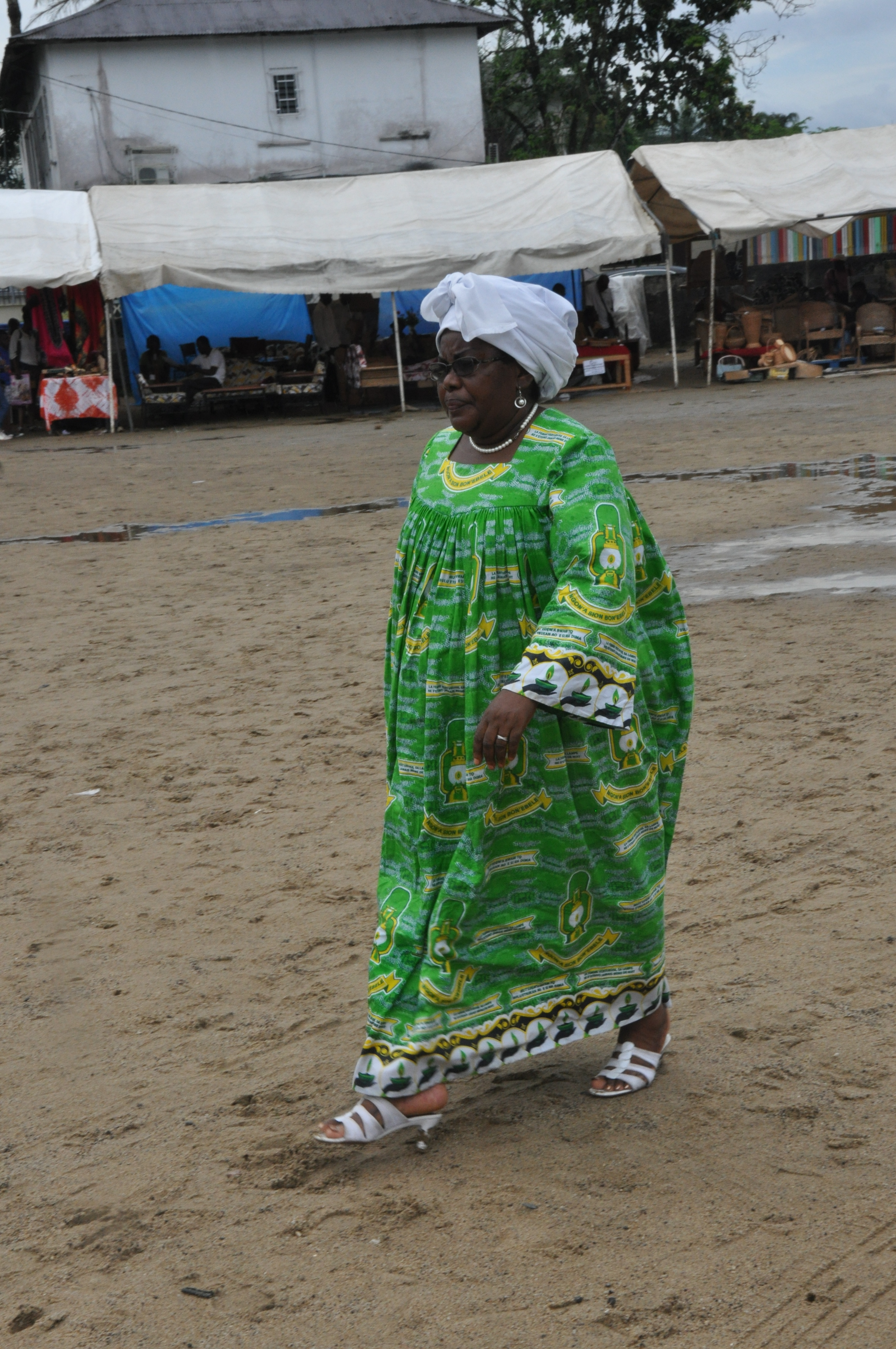
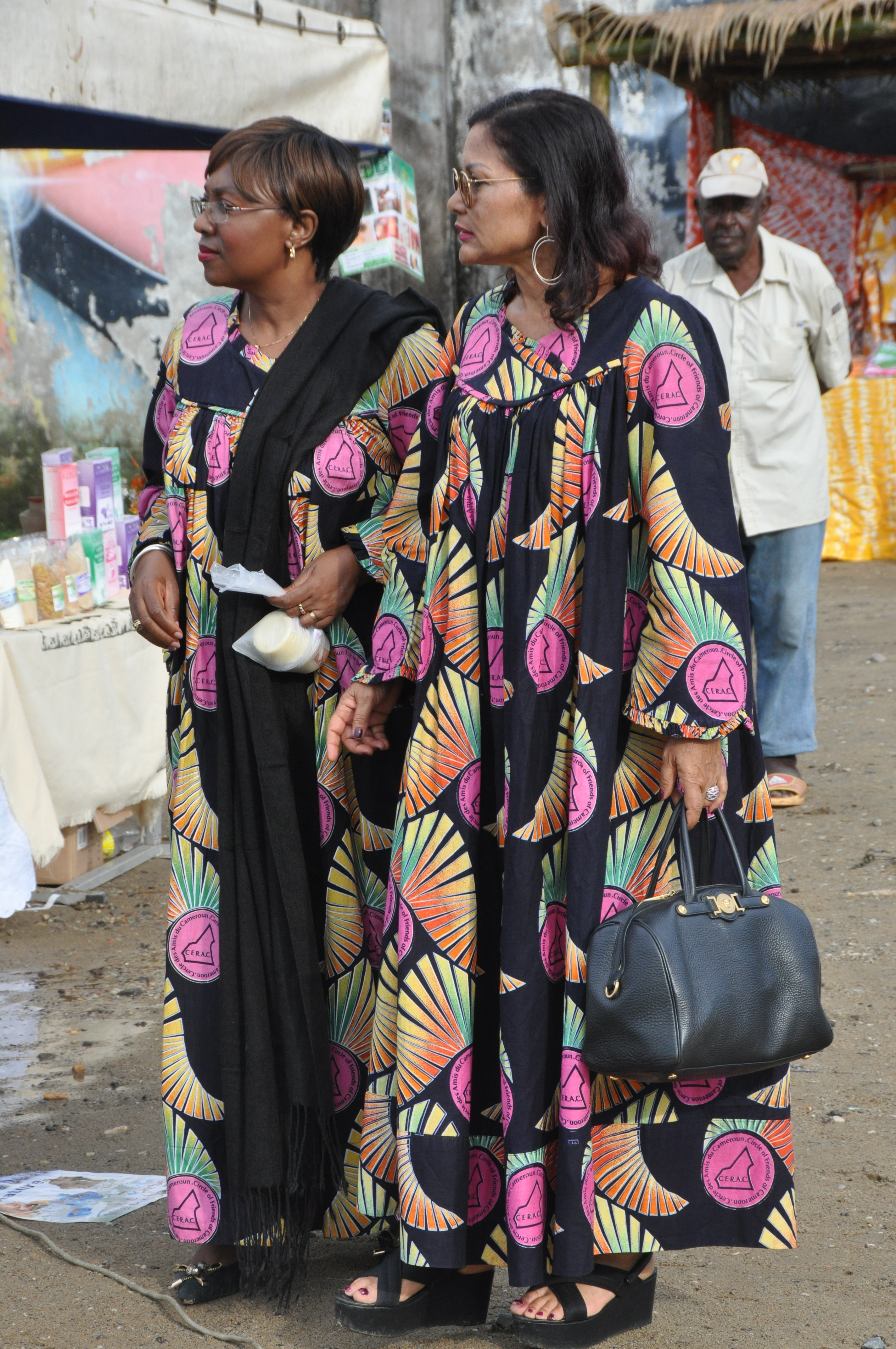
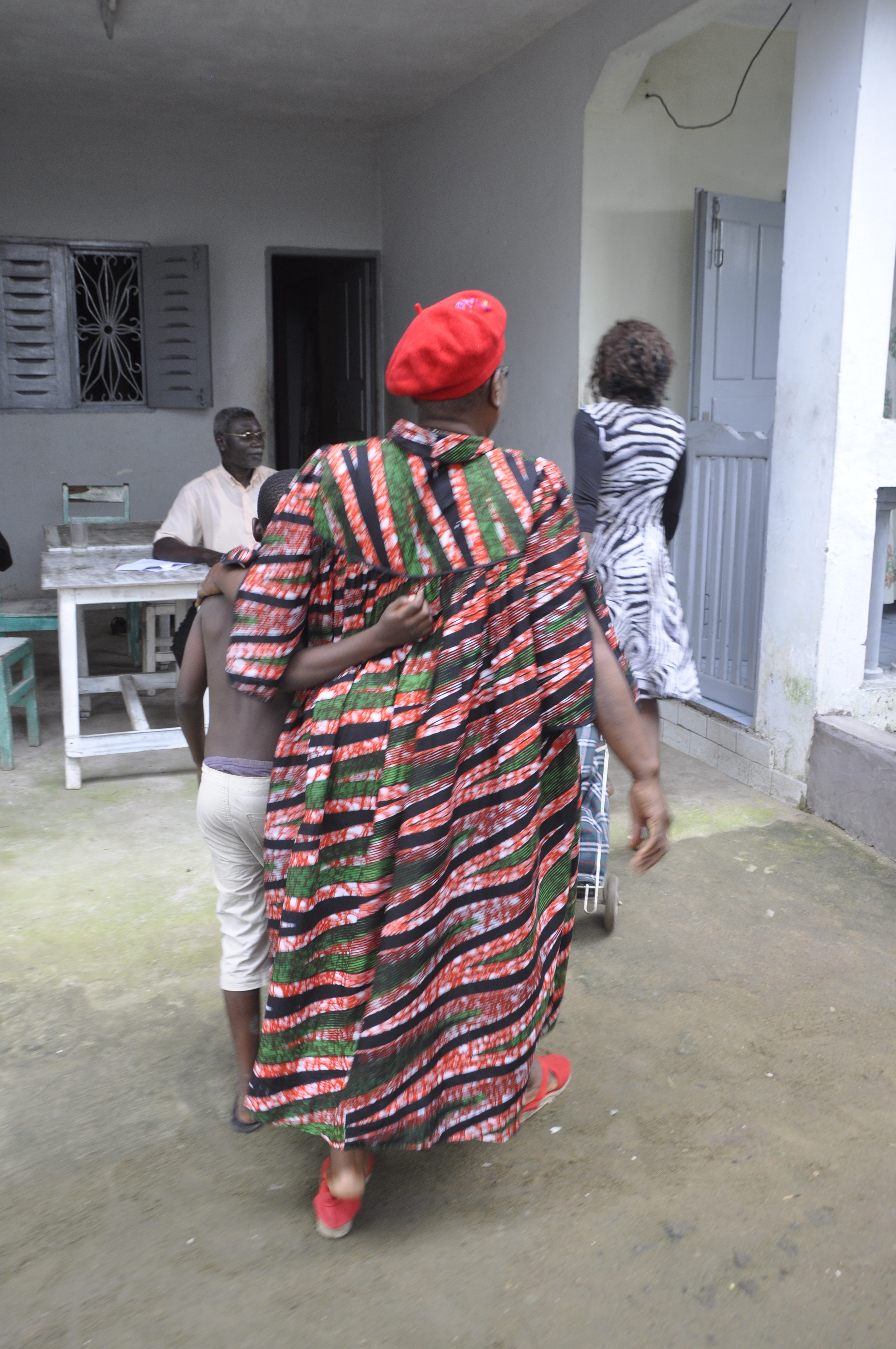

Danses et Luttes Traditionnelles, Compétitions
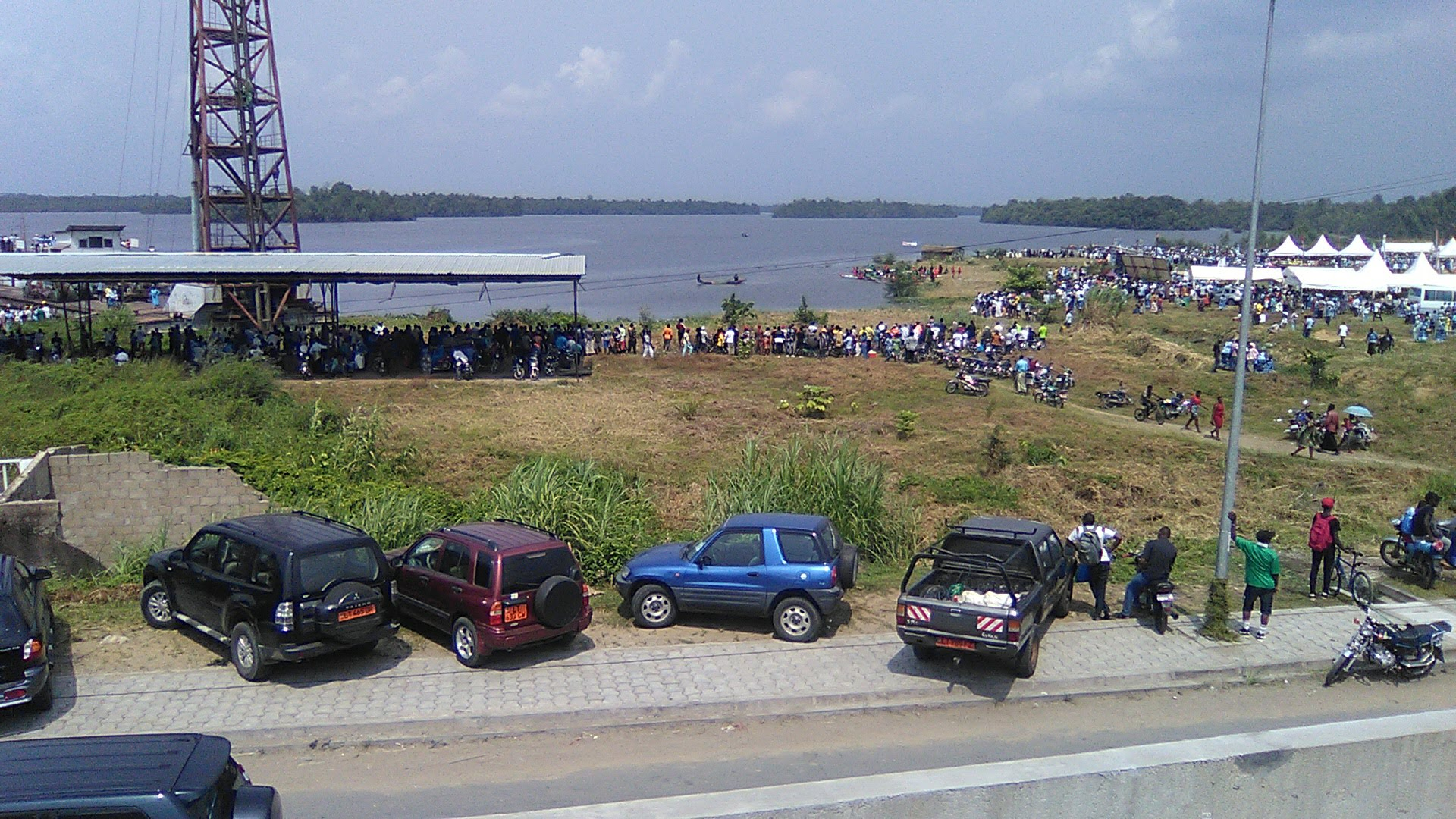
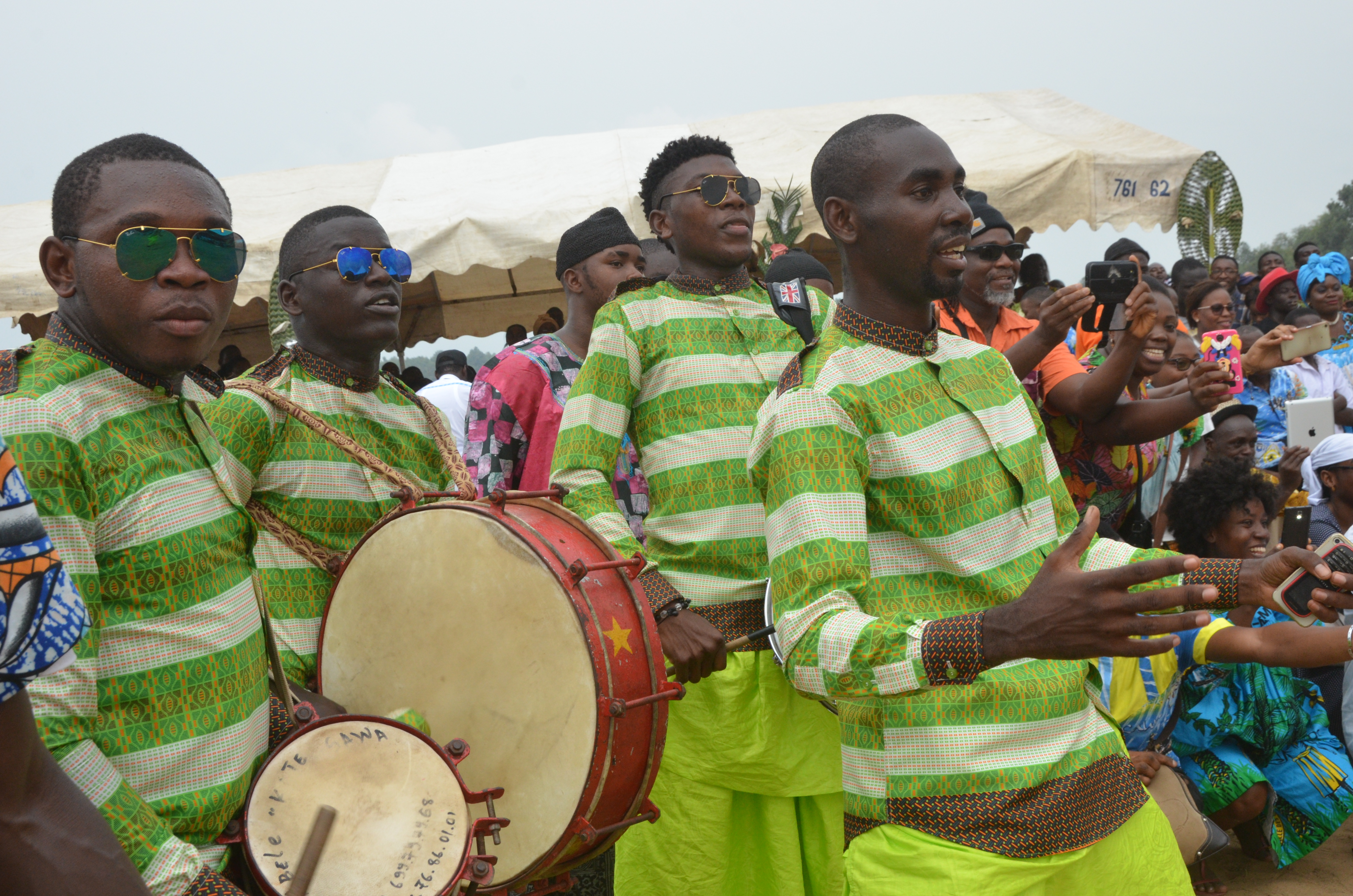
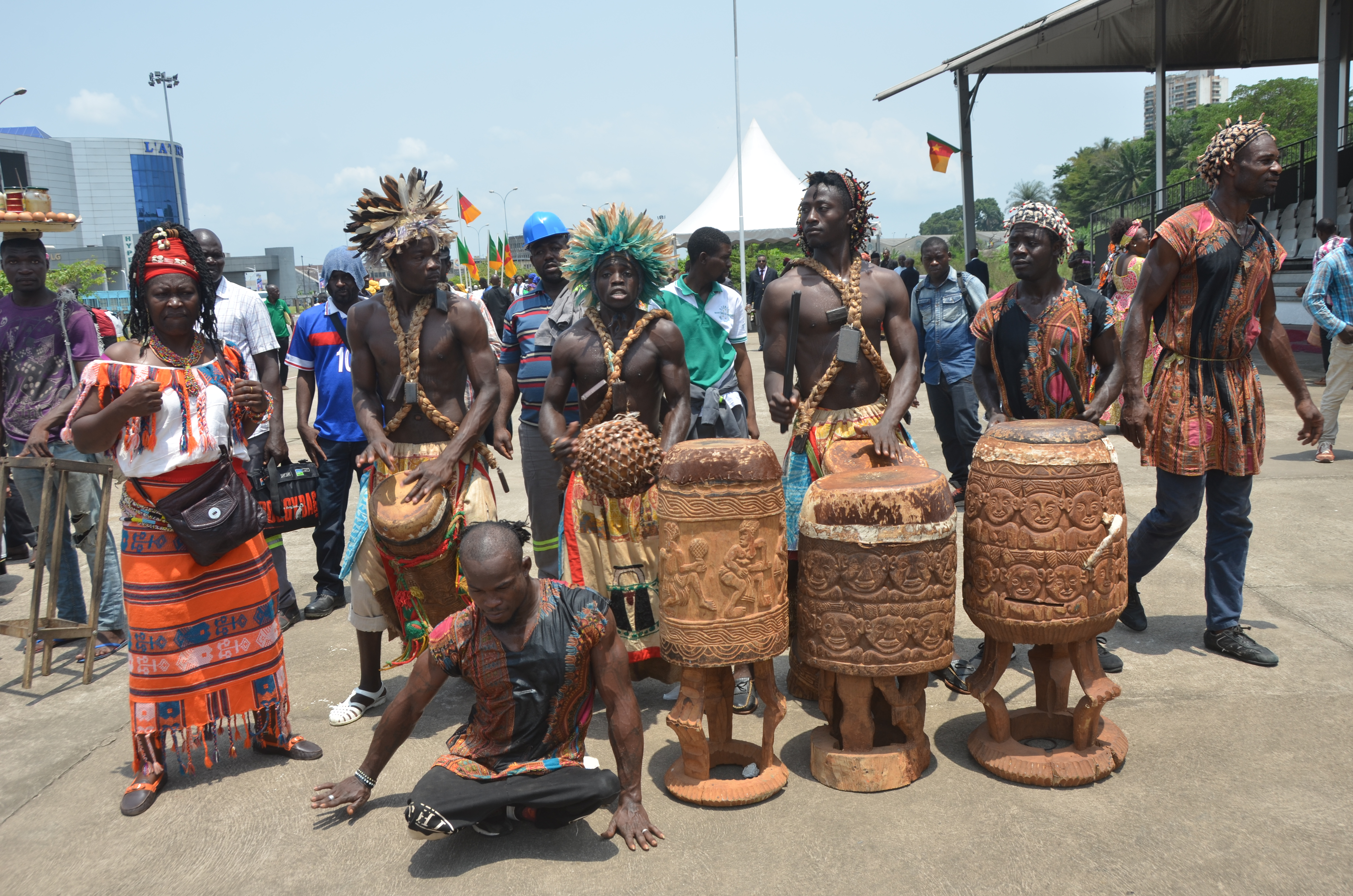
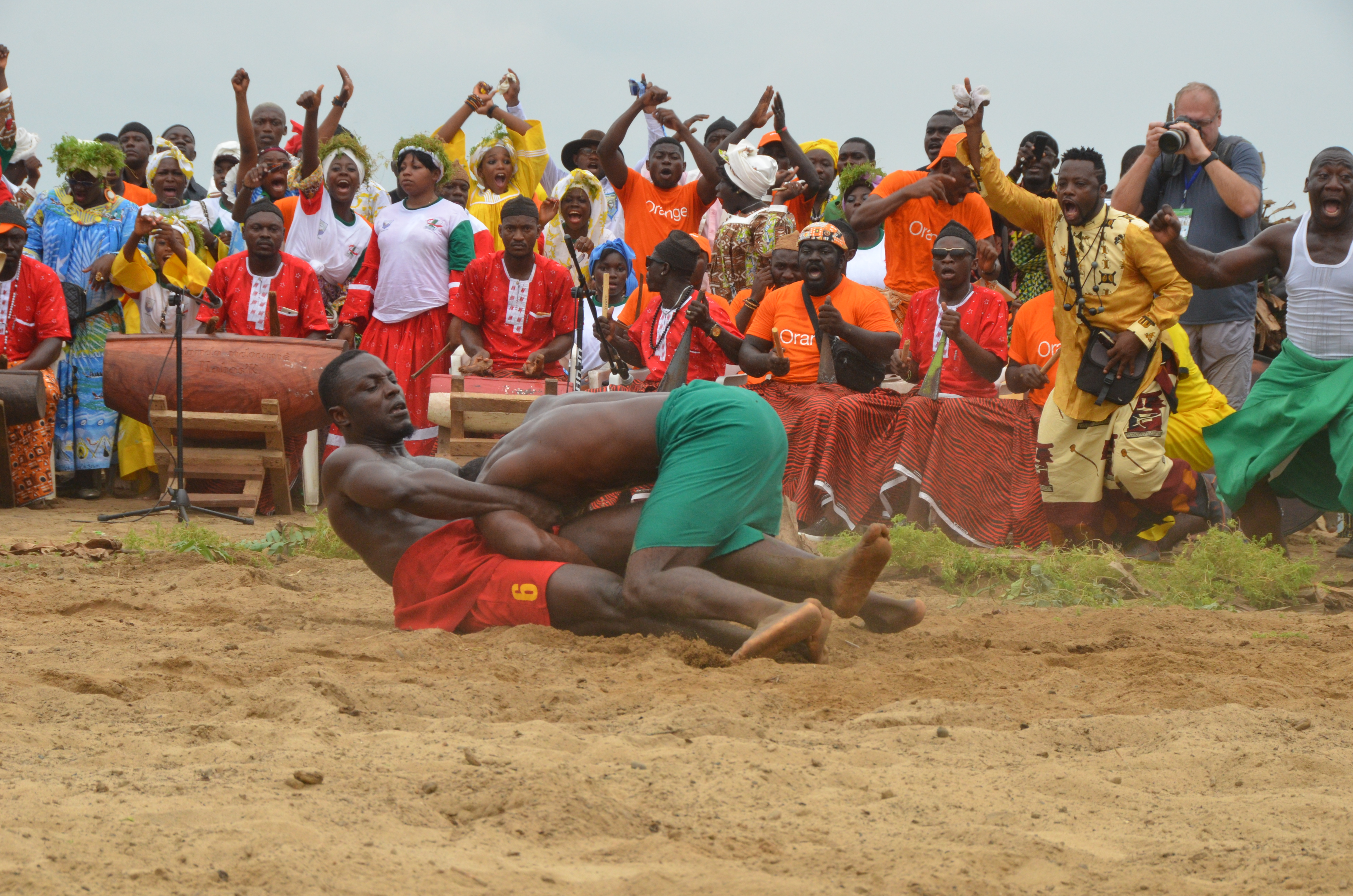
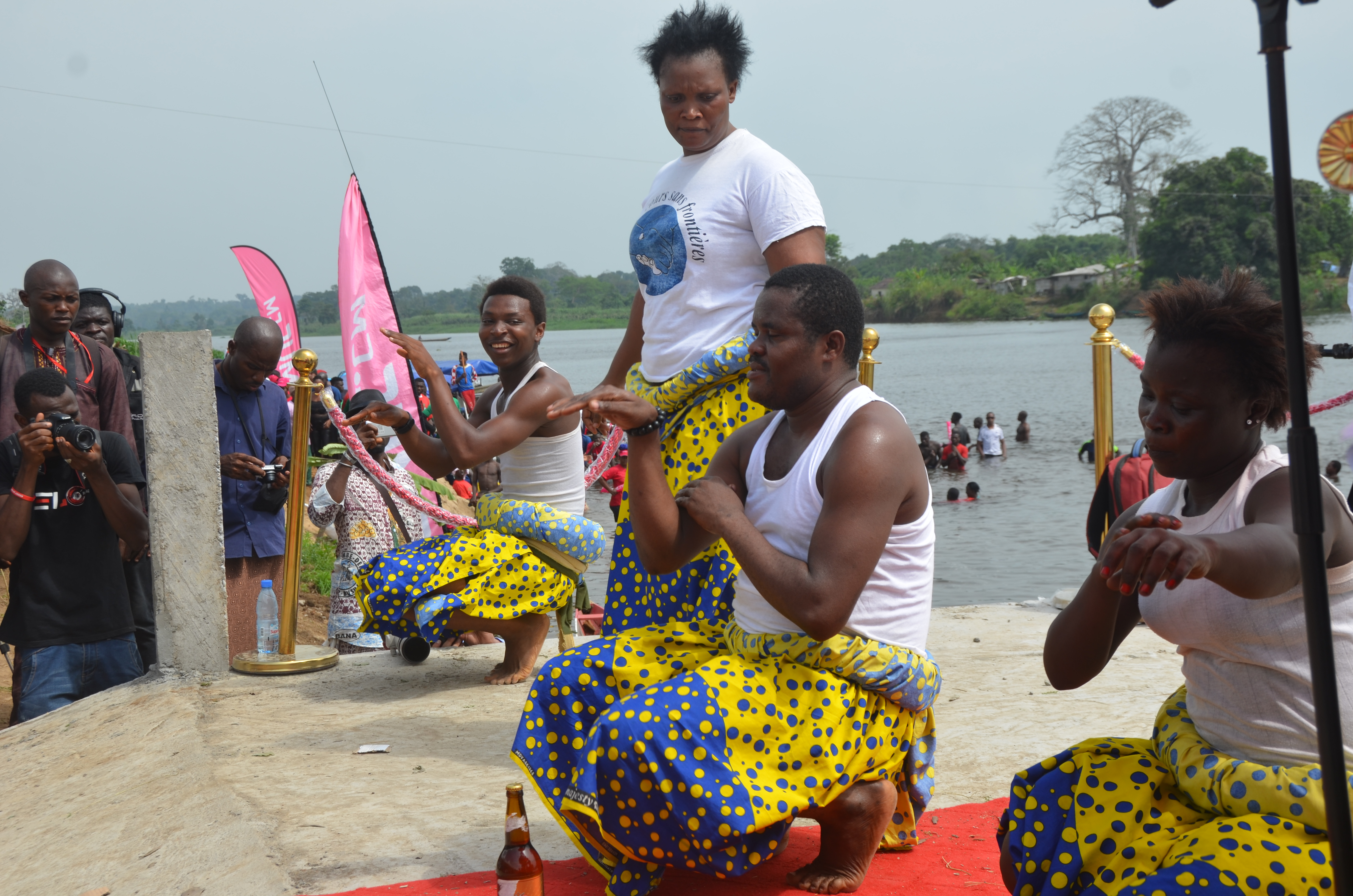
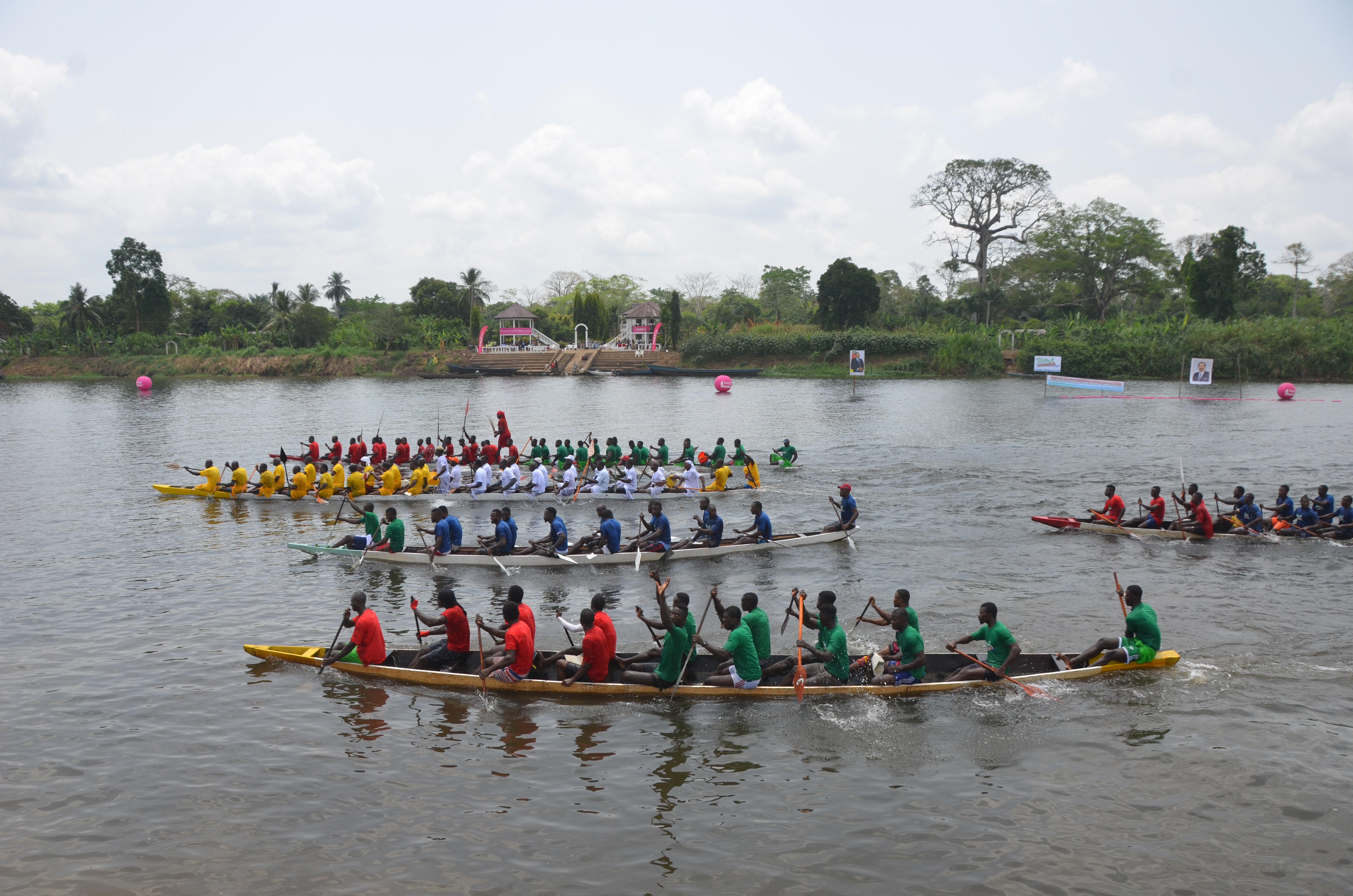
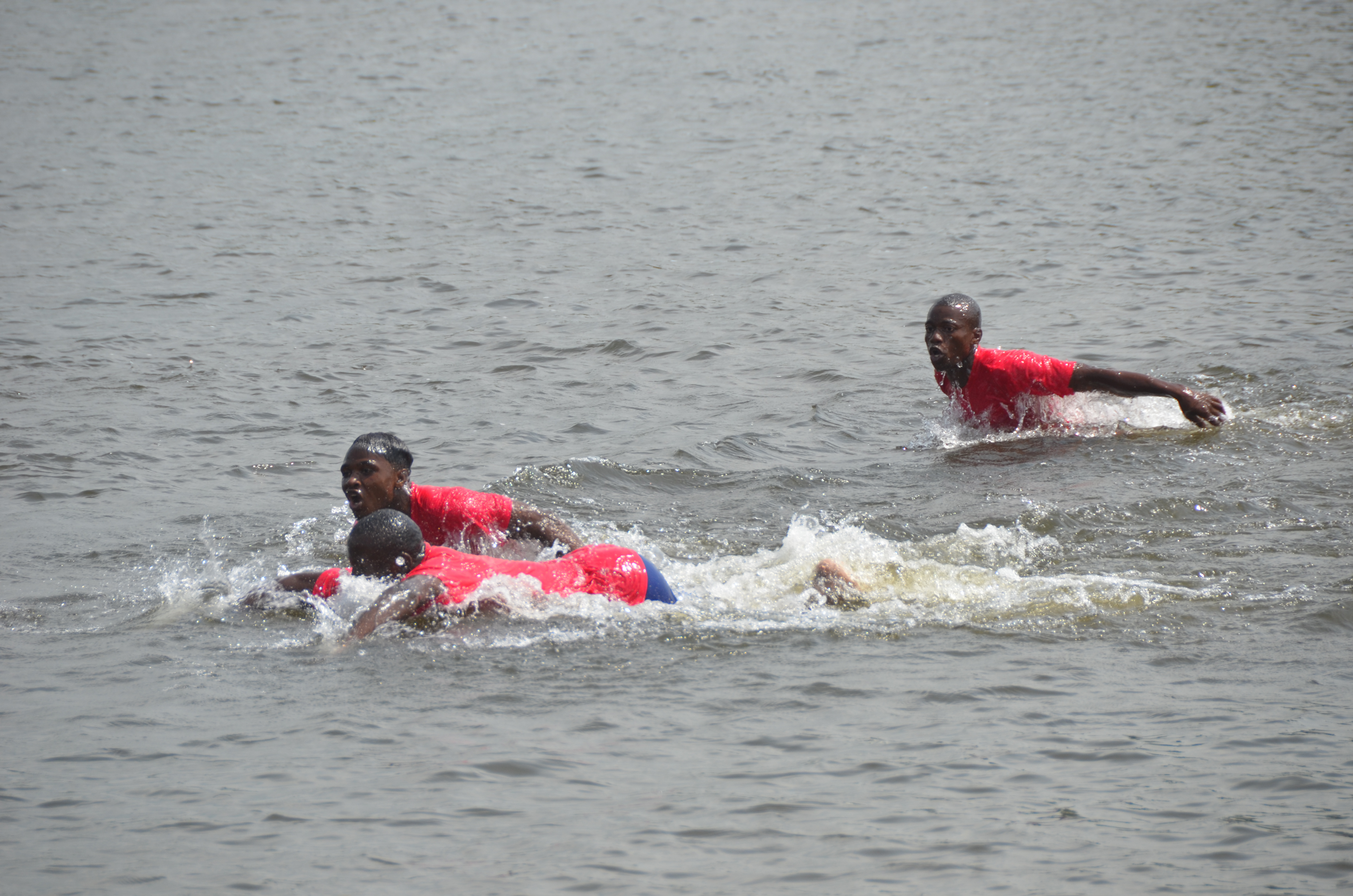
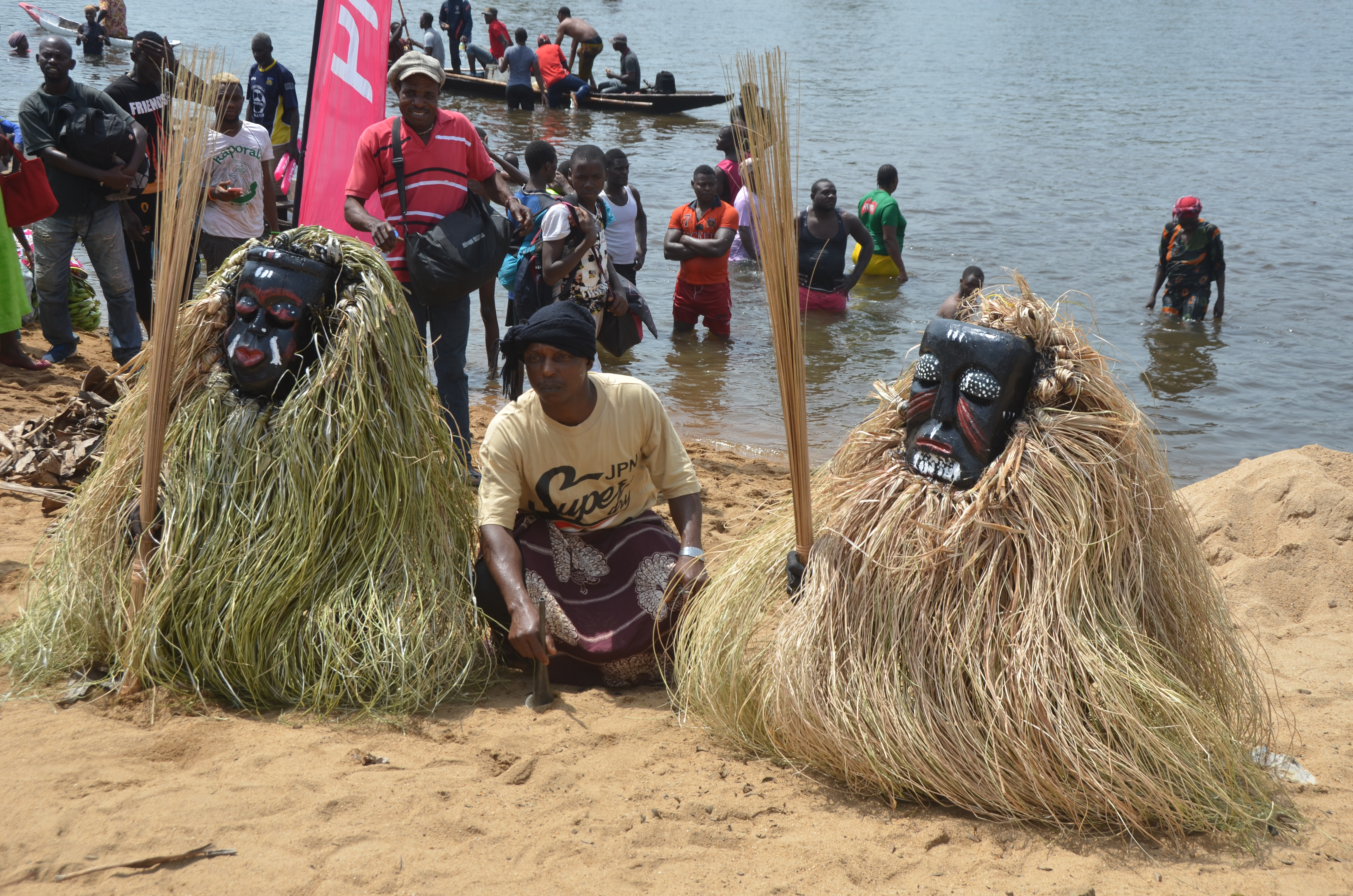
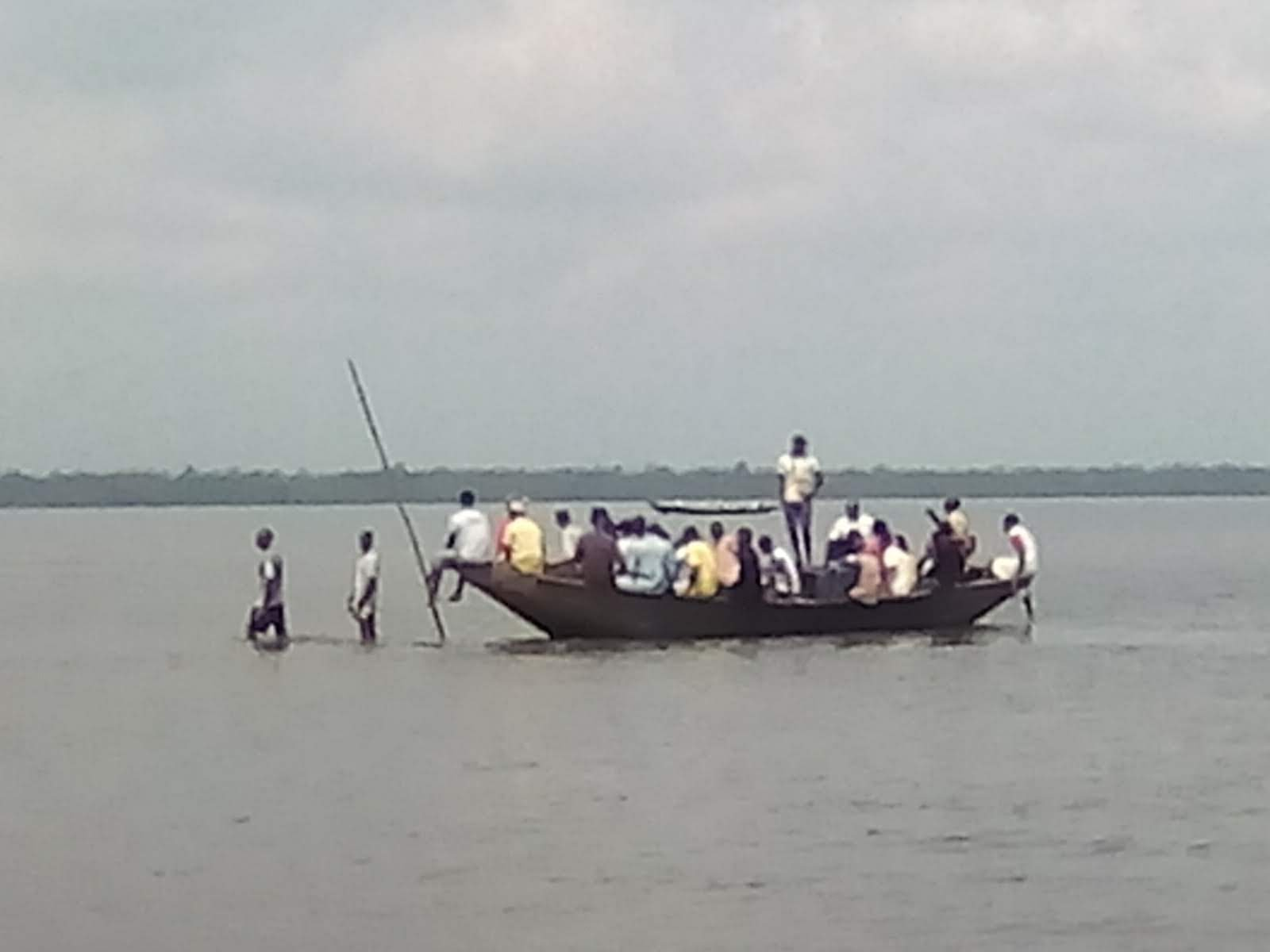
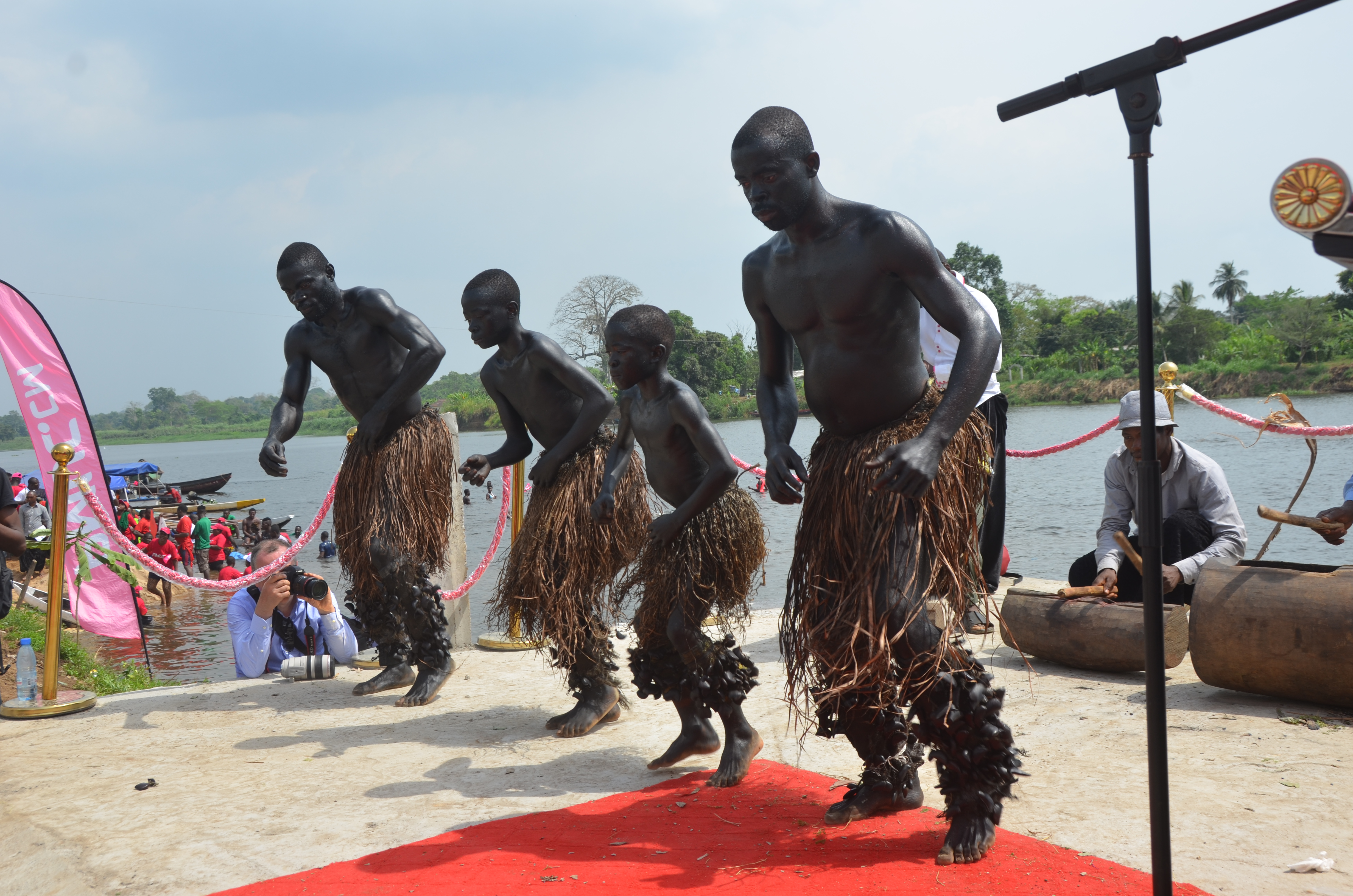
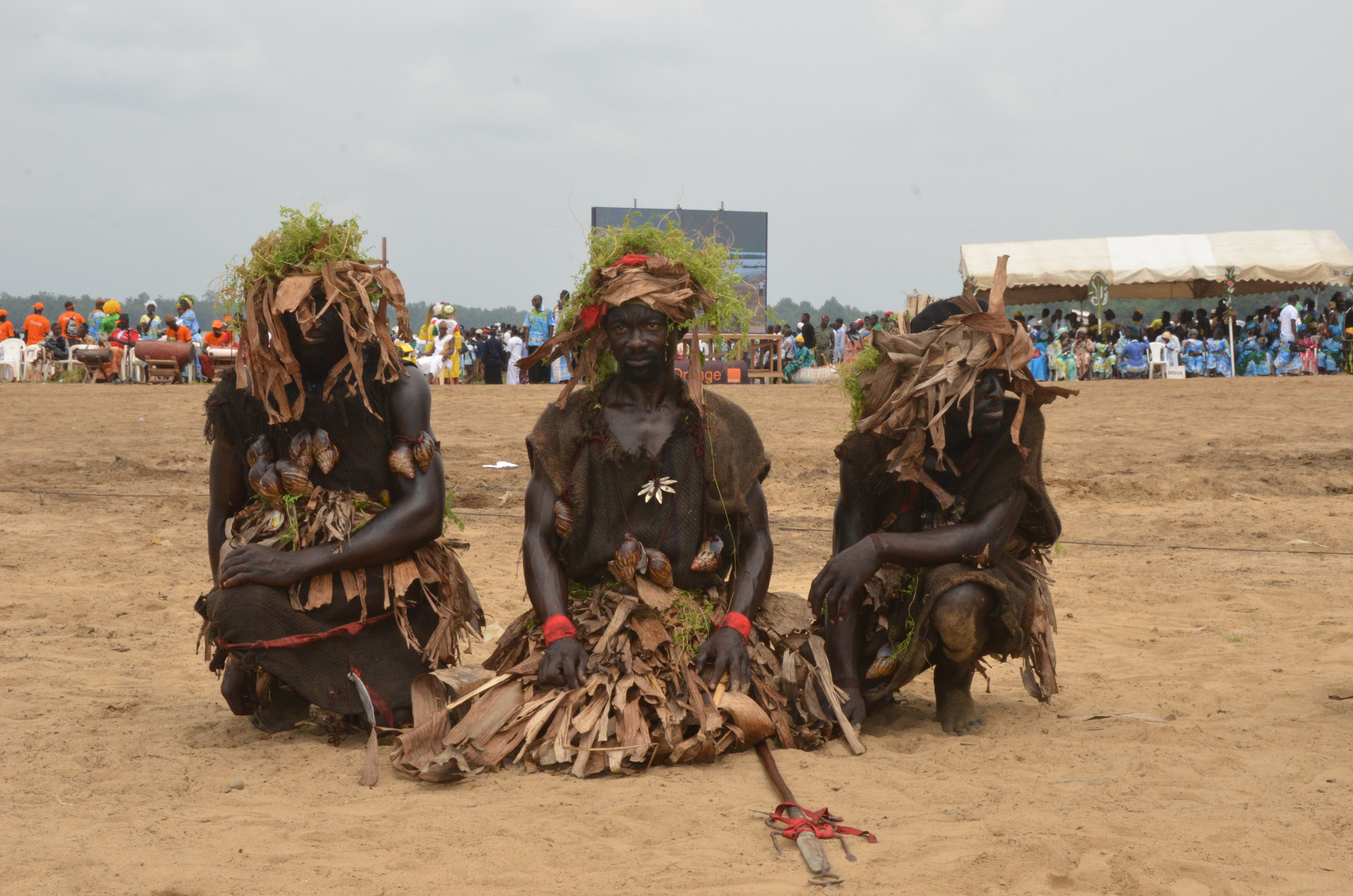
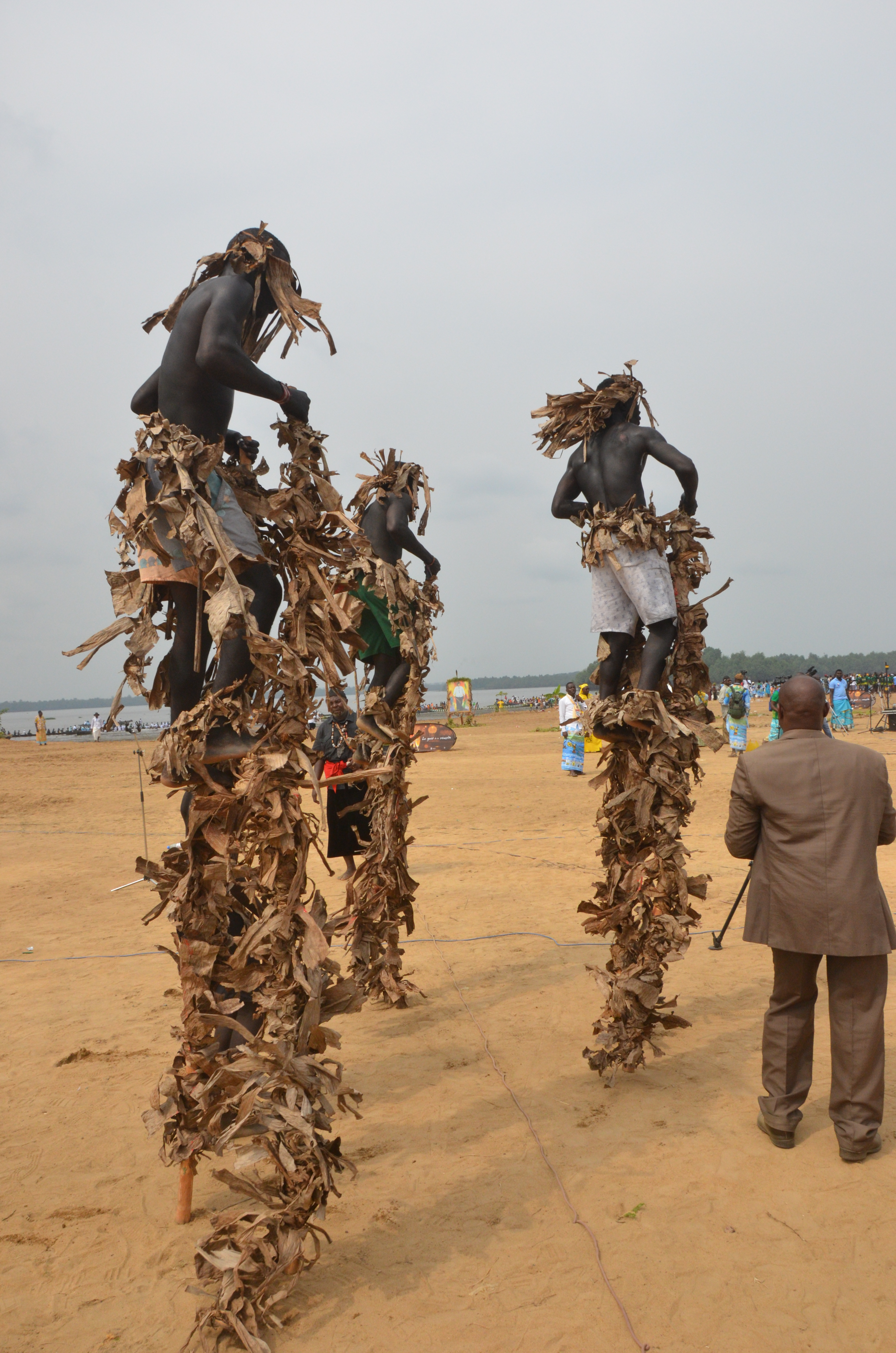
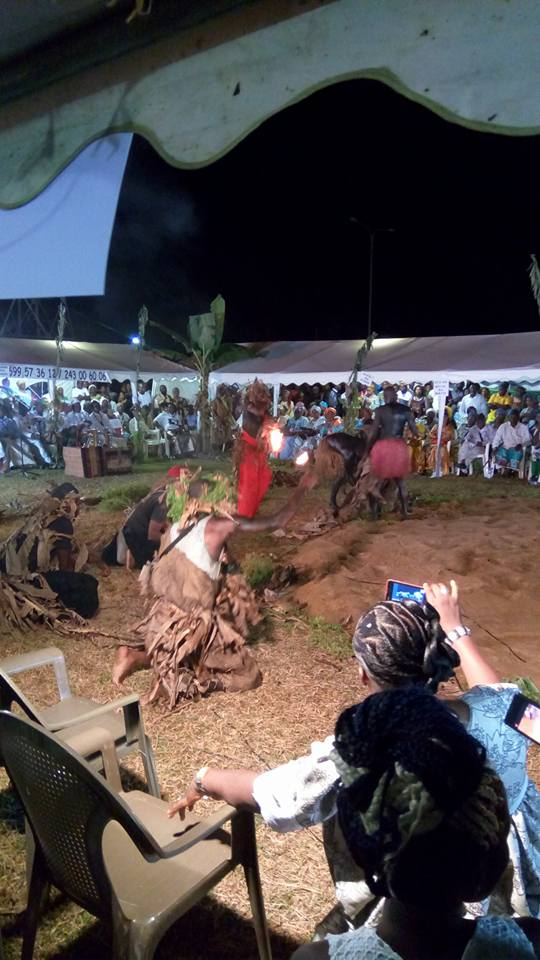

## Affirmation identitaire
Cette cérémonie se veut aussi politique, car les anciens disent que cette fête est d'abord une assemblée des peuples côtiers du Littoral camerounais et permet ainsi une meilleure cohésion et cohabitation de ces populations.

## Ethnies participantes
- Barombi
- Bankon
- Bakoko
- Bakole
- Bakossi
- Bakweri
- Bassa
- Banyang
- Batanga
- Bonkeng
- Douala
- Ewodi
- Longasse (peuple) Longasse
- Isubu (peuple)
- Malimba
- Mbo
- Bamboko (peuple)
- Mungo (en)
- Nyamtan
- Pongo
- Wovea (en)
- Yabassi
- Balong
- Bafaw
- Balondo
- Bodiman

## Inscription du Ngondo au patrimoine culturel immatériel de l'Unesco
Le Ngondo a été inscrit sur la Liste représentative du patrimoine culturel immatériel de l'UNESCO en le 4 décembre 2024. Cette reconnaissance est le résultat d'une démarche entreprise par le Cameroun, en collaboration avec les pays de la sous-région Afrique Centrale. Le processus d'inscription implique une évaluation approfondie de la valeur culturelle, de la signification et de la sauvegarde de l'élément proposé.